# Domingo Romo
José Domingo Romo Miranda (* 17. April 1917; † 18. Mai 1993), auch bekannt unter dem Spitznamen Huaso, war ein chilenischer Fußballspieler. Der Stürmer nahm mit Chile am Campeonato Sudamericano 1946 teil und gewann drei Mal die chilenische Meisterschaft.

## Karriere

### Verein
Domingo Romo erlernte bei Renca Sporting Club, einem Klub aus seiner Heimatgemeinde Renca, das Fußballspielen. Danach begann seine Profikarriere bei Santiago Morning, für die er lange Zeit spielte. Höhepunkt war der Meistertitel 1942, bei dem Romo auch Torschützenkönig mit 19 Treffern wurde. Gemeinsam mit Raúl Toro, der bereits in der Nationalmannschaft spielte, bildete er ein gefährliches Sturmduo. Nach diesem Erfolg gewann Romo mit Santiago Morning noch zwei Mal das Campeonato de Campeones und das Campeonato de Apertura. 1945 wechselte Romo zu Audax Italiano, mit denen er zwei weitere Meisterschaften, 1946 und 1948, gewann. 1949 beendete er seine Karriere im Trikot von Audax Italiano.

### Nationalmannschaft
Domingo Romo wurde für den Campeonato Sudamericano 1946 in Argentinien für die Nationalmannschaft nominiert. Dort absolvierte er zwei Spiele, die 0:1-Niederlage gegen Uruguay und der 4:1-Erfolg gegen Bolivien. Chile gewann zwei der fünf Partien und landete auf dem fünften Platz.

## Erfolge
Santiago Morning
- Chilenischer Meister: 1942
- Torschützenkönig der Primera División: 1942 (19 Tore)

Audax Italiano
- Chilenischer Meister: 1946, 1948